# Nicholas Muller
Nicholas Muller (ur. 15 listopada 1836 w Differdange w Luksemburgu, zm. 12 grudnia 1917 w New Brighton w Nowym Jorku) – amerykański polityk, członek Partii Demokratycznej.

## Działalność polityczna
Od 1875 do 1876 zasiadał w New York State Assembly. W okresie od 4 marca 1877 do 3 marca 1881 przez dwie kadencje i ponownie od 4 marca 1883 do 3 marca 1885 przez jedną kadencję był przedstawicielem 5. okręgu, od 4 marca 1885 do 3 marca 1887 przez jedną kadencję przedstawicielem 6. okręgu, a od 4 marca 1899 do rezygnacji 22 listopada 1901 przez dwie kadencje przedstawicielem 7. okręgu wyborczego w stanie Nowy Jork w Izbie Reprezentantów Stanów Zjednoczonych.